# Monopoly City Streets
Monopoly City Streets è un browser game basato sul gioco Monopoli nel quale la plancia è stata sostituita con le mappe di Google Maps e OpenStreetMap. Il gioco è stato sviluppato da Tribal DDB (divisione della DDB Worldwide), l'agenzia digitale di Hasbro, con il supporto di Google. Il gioco è stato lanciato il 9 settembre 2009 ed è terminato il 9 dicembre dello stesso anno, per quanto riguarda la prima manche..

## Lancio
Dal suo lancio il 9 settembre 2009 i server web hanno avuto dei gravi problemi dovuti al grande afflusso di utenti che tentavano l'accesso. Questo ha avuto il risultato di rendere il sito non disponibile frequentemente o estremamente lento.

## Modalità di gioco
I giocatori di Monopoly City Streets cominciano con 3 milioni di dollari virtuali con i quali possono acquisire vie e costruire villette, alberghi, castelli e grattacieli. Ai giocatori viene pagato giornalmente l'affitto per ogni costruzione posseduta in base alla dimensione dell'edificio e al valore della via. Questo valore è determinato dalla posizione e dalla lunghezza della via.

### Comprare e vendere
I giocatori possono comprare, vendere e negoziare con gli altri. Casualmente vengono assegnate delle Chance Cards per sabotare le vie degli avversari o per valorizzare le proprie. Costruendo prigioni, discariche o centrali elettriche inquinanti la via perde valore e il proprietario non riceve più l'affitto delle costruzioni mentre edificando scuole, stadi o parchi, la via guadagna valore.
Il gioco attualmente non offre alcuno strumento per facilitare il processo di negoziazione tra i giocatori. Così i giocatori di tutto il mondo stanno facendo tentativi di costruire un punto di incontro dove poter offrire le loro strade, invece che alla banca per la metà del prezzo, agli altri per molto di più.

## Bug e problemi
Fin dall'inizio del lancio del gioco, seri problemi hanno afflitto il gioco. Alcuni giocatori hanno denunciato perdite di denaro durante l'acquisto di costruzioni e di strade. Inoltre ad alcuni nuovi utenti è stato permesso registrarsi con nomi utente già assegnati. Le strade già vendute a questi account divennero inaccessibili sia al vecchio account sia a quello nuovo, ma continuavano a essere visibili come possedute da quell'utente. Altri utenti non ricevettero il pagamento dell'affitto o ebbero problemi con la vendita di proprietà.